# 프리모니션 (2007년 영화)
《프리모니션》(Premonition)은 미국에서 제작된 멘난 야포 감독의 2007년 드라마, 스릴러 영화이다. 산드라 블록 등이 주연으로 출연하였고 아담 쉥크만 등이 제작에 참여하였다.

## 출연

### 주연
- 산드라 블록
- 줄리안 맥마혼

### 조연
- 쉬얀 맥클루
- 코트니 테일러 번니스
- 니아 롱
- 마크 마코레이
- 케이트 넬리건
- 아이렌 지글러

## 기타
- Line PD: 지나 포투너토
- 미술: J. 데니스 워싱턴
- 의상: 질 M. 오하네슨
- Ass-PD: 킴벌리 C. 앤더슨
- Ass-PD: 말콤 피탤
- 배역: 크레이그 핀캐넌
- 배역: 리사 매 핀캐논
- 배역: 앤 맥카시
- 배역: 제이 스컬리